# Phegopteris sphaeropteroides
Phegopteris sphaeropteroides là một loài dương xỉ trong họ Thelypteridaceae. Loài này được Christ mô tả khoa học đầu tiên năm 1899.
Danh pháp khoa học của loài này chưa được làm sáng tỏ. 